# 谭有金
谭有金（1954年—），山东无棣人，汉族，中华人民共和国政治人物、第十二届全国人民代表大会解放军代表。
毕业于武汉大学分析化学专业。加入中国共产党。2013年，担任全国人大代表。